# Ignacio Peña
Pour les articles homonymes, voir Peña (homonymie).
Ignacio Ramón Peña est un footballeur argentin né le 31 juillet 1949 à Clorinda Formosa (Argentine). Il était ailier gauche. Il a fait partie des nombreux argentins qui ont joué dans les années 1970 au Stade de Reims. En 2007, il dirige une école de football à Clorinda Formosa, au nord de l'Argentine.

## Carrière de joueur
- Boca Juniors
- Estudiantes LP
- Stade de Reims (1973-1975) (29 matches et 7 buts en division 1)
- FC Rouen (1976-1978) (en division 2)

## Palmarès
- Champion d'argentine Nacional 1969  (avec Boca Juniors)